# Plagiodontia aedium
Lo zaguti di Cuvier (Plagiodontia aedium Cuvier, 1836) è un roditore della famiglia dei Capromiidi, unica specie vivente del genere Plagiodontia (Cuvier, 1836), endemico dell'isola di Hispaniola.

## Descrizione

### Dimensioni
Roditore di grandi dimensioni, con la lunghezza della testa e del corpo tra 312 e 405 mm, la lunghezza della coda tra 125 e 153 mm, la lunghezza del piede tra 65 e 72 mm, la lunghezza delle orecchie tra 18 e 21 mm e un peso fino a 1,267 kg.

### Caratteristiche craniche e dentarie
Il cranio presenta le arcate zigomatiche sottili e un processo para-occipitale lungo e sottile. Gli incisivi superiori sono stretti, i denti masticatori hanno una corona non eccessivamente alta e la superficie occlusiva caratterizzata da due profonde rientranze oblique.
Sono caratterizzati dalla seguente formula dentaria:

### Aspetto
Il corpo è tozzo e robusto, ricoperto da una pelliccia corta e densa, le parti dorsali sono brunastre o grigiastre mentre quelle inferiori sono giallo-brunastre. La testa è larga, con un muso ottuso, occhi piccoli e orecchie corte e carnose. Le zampe hanno cinque dita ciascuna, ognuna fornita di artigli eccetto il pollice, fornito di un'unghia corta ed appiattita. I piedi sono corti e tozzi, le piante sono completamente prive di peli e ricoperte di scaglie appiattite. La coda è priva di peli e rivestita di scaglie. 

## Biologia

### Comportamento
È una specie notturna e arboricola che talvolta forma tane e si nutre al suolo, particolarmente tra affioramenti rocciosi. Solitamente tre o quattro individui occupano la stessa tana.

### Alimentazione
Si nutre di radici, parti vegetali e frutta. È considerata una piaga dagli agricoltori.

### Riproduzione
Femmine con un singolo embrione sono state catturate nel mese di dicembre. La gestazione dura circa 119-150 giorni, il periodo di estro circa 10 e i piccoli alla nascita pesano intorno a 100 g. L'aspettativa di vita in cattività è di circa 9 anni e 11 mesi.

## Distribuzione e habitat
Questa specie è conosciuta soltanto in alcune zone isolate dell'isola caraibica di Hispaniola.
Vive nelle foreste tropicali e subtropicali fino a 2.000 metri di altitudine.

## Tassonomia
Sono state riconosciute 3 sottospecie:
- P. a. aedium: Hispaniola sud-occidentale;
- P. a. bondi (Turvey, Hansford, Kennerley, Nunez-Mino, Brocca & Young, 2015): Hispaniola meridionale;
- P. a. hylaeum (Miller, 1927): Hispaniola settentrionale.

Il genere comprende inoltre due specie estinte, entrambe vissute in epoca storica sull'isola di Hispaniola:
- P. ipnaeum † (Johnson, 1948)
- P. araeum † (Ray, 1964)

## Conservazione
La IUCN Red List, considerato il declino nella popolazione stimato in circa il 50% nelle ultime due generazioni a causa dell'introduzioni di specie invasive, perdita del proprio habitat e la caccia, classifica P.aedium come specie in pericolo (EN).